# Jeannette Brown
Jeannette E. Brown (13 de maio de 1953) é uma cientista, historiada e autora norte-americana que ao longo de sua carreira desenvolveu pesquisas sobre fármacos e atuou na difusão do conhecimento sobre a biografia de mulheres afro-americanas e suas contribuições para a Química.

## Formação e carreira
Jeannette E. Brown nasceu em 13 de maio de 1934 no Bronx, em New York. Filha de Freddie e Ada Brown, Jeanette decidiu aos seis anos se tornar cientista por conta da influência de seu médico de família, Arthur C. Logan.
Após concluir em 1952 o Ensino Médio na Dorp High School em Staten Island, graduou-se em Química em 1956 pela Hunter College, faculdade da universidade pública City University of New York (CUNY). Brown foi uma das duas estudantes afro-americanas a se formar na turma do programa inaugural de Química da faculdade. Foi também a primeira mulher afro-americana a receber a titulação de mestre em Química Orgânica pela University of Minnesota, em 1958, com a tese intitulada Study of Dye and Ylide Formation in Salts of 9-(P-dimethylaminophenyl) Flourene.
Em seguida, Brown atuou como pesquisadora na CIBA Pharmaceutical Company, estudando fármacos para coccidiosis em galinhas e tuberculose, e na Merck & Co. Research Laboratories, em 1969.
Tornou-se presidente do Project SEED Committee for the American Chemical Society em 1986. Também foi professora visitante e associada da New Jersey Institute of Technology (NJIT) entre 1993 e 2002, sendo que a partir de 1998 passou a atuar em projeto de melhoria da educação em Ciências na New Jersey Statewide System Initiative.

## Projetos de diversidade
Brown também dedicou sua carreira a projetos de diversidade na área científica. Ela atuou no Comitê de Igualdade de Oportunidades para Minorias de Mulheres e Pessoas com Deficiência da National Science Foundation e foi historiadora do Comitê de Mulheres Químicas da American Chemical Society.
Além disso, participou como historiadora da ciência com perfis biográficos no African American National Biography Project. E em 2011, lançou o livro African American Women Chemists, no qual reúne perfis sobre a vida e as contribuições para a Química de 25 mulheres afro-americanas desde os anos 1960, período no qual passaram a ter mais oportunidades no mercado por conta do decreto do fim da segregação racial com a Lei dos Direitos Civis, de 1964.